# Est-ce que tu m’aimes?
Est-ce que tu m’aimes? (französisch für „Liebst du mich noch?“) ist eine Single des französisch-kongolesischen Rappers Maître Gims aus dem Jahr 2015. Es ist eine Single als Solo-Artist, zuvor war er als Frontmann der Gruppe Sexion d'Assaut tätig. Das Werk wurde am 27. April 2015 beim französischen Plattenlabel Wati B als erste Singleauskopplung seines zweiten Studioalbums Mon cœur avait raison veröffentlicht. Geschrieben wurde der Titel von Maître Gims selbst und Renaud Rebillaud, Lefa sowie Insolent.
Die Single wurde in Europa ein Erfolg, sie schaffte es in Frankreich und Belgien in die Top 5 der Charts, erreichte in Österreich Platin und in Deutschland Gold-Status.
Das Musikvideo entstand unter der Regie von Lionel Hirlé und Gregory Ohrel. Es zeigt mehreren Aufnahmen zweier Liebender, die sich unter anderem in einer Kunstgalerie aufhalten und wurde auf der Videoplattform YouTube über 513 Millionen Mal aufgerufen.

## Kommerzieller Erfolg

### Chartplatzierungen
| ChartsChartplatzierungen | Höchstplatzierung | Wochen |
| ------------------------ | ----------------- | ------ |
| Frankreich (SNEP)        | 3 (83 Wo.)        | 83     |
| Wallonie (Ultratop)      | 2 (33 Wo.)        | 33     |
| Schweiz (IFPI)           | 43 (25 Wo.)       | 25     |

| ChartsJahrescharts (2015) | Platzierung |
| ------------------------- | ----------- |
| Frankreich (SNEP)         | 16          |
| Wallonie (Ultratop)       | 16          |

### Auszeichnungen für Musikverkäufe
| Land/Region        | Auszeichnungen für Musikverkäufe (Land/Region, Auszeichnung, Verkäufe) | Verkäufe |
| ------------------ | ---------------------------------------------------------------------- | -------- |
| Belgien (BRMA)     | Gold                                                                   | 10.000   |
| Dänemark (IFPI)    | 3× Platin                                                              | 270.000  |
| Deutschland (BVMI) | Gold                                                                   | 200.000  |
| Frankreich (SNEP)  | Platin                                                                 | 200.000  |
| Italien (FIMI)     | 5× Platin                                                              | 250.000  |
| Österreich (IFPI)  | Platin                                                                 | 30.000   |
| Polen (ZPAV)       | Gold                                                                   | 25.000   |
| Insgesamt          | 3× Gold · 10× Platin ·                                                 | 985.000  |